# Manchester
För andra betydelser, se Manchester (olika betydelser).
Manchester är en stad i distriktet City of Manchester, i grevskapet Greater Manchester, i nordvästra England, Storbritannien. Staden har (2019) drygt en halv miljon invånare, med omkring 2,9 miljoner invånare i hela storstadsområdet (Greater Manchester). Manchester är centralt belägen i en av Storbritanniens mest tätbefolkade regioner, med flera stora städer inom några fåtal mils avstånd, bland annat Leeds, Liverpool, Stoke-on-Trent och Sheffield. Inom åtta mils radie bor över 10 miljoner invånare.
Staden spelade en viktig roll under den industriella revolutionen, och hade länge en stor textilindustri. På svenska finns ett bomullstyg, manchester, uppkallat efter staden.

## Historia
Under romartiden anlade Agricola ett fort, kallat Mamucium (även andra stavningar förekom) här. De romerska soldaterna var troligen de första som permanent bosatte sig här. Mycket få lämningar från järnåldern har upptäckts. Kring staden växte en relativt betydande bebyggelse upp, ungefär där Deansgate och Chester Road går idag. 
Under den tidiga medeltiden kom staden att tillhöra Northumbria. Därefter kom den att varierande hamna under Northumbria, Mercia och Wessex, beroende på hur maktbalansen mellan dessa ändrades. Under vikingatiden bosatte sig nordbor på ett flertal platser inom den nuvarande staden, bland annat Hulme, Rusholme och Kirkmanshulme.
Under Edvard Bekännaren var staden en kunglig egendom som låg i häradet Salford. Av Domesday Book framgår att Salford var administrativt centrum för den omgivande bygden, medan Manchester var ett religiöst centrum. Befolkningen i hela häradet var vid den tiden omkring 3 000 personer. Staden nämndes i Domedagsboken (Domesday Book) år 1086, och kallades då Mamecestre.
När Vilhelm Erövraren kväste upproret i norra England 1069 drabbades även områdena kring Manchester. 
Under 1300-talet bosatte sig flamländska vävare sig här, vilket utgjorde starten för stadens textiltradition. Staden fick stadsrättigheter 1301. Staden Salford som varit ihopvuxen med Manchester sedan århundraden tillbaka fick stadsrättigheter omkring 1230. Befolkning hade 1552 ökat till 5 000-6 000 invånare. Redan då var staden känd för sitt tyg.
Pesten drabbade staden 1603 då över 1 000 invånare dog och staden sattes i karantän.
Under det engelska inbördeskriget var staden ett fäste för parlamentssidan. 
Staden togs 1715 av jakobiterna, som även hade ett visst stöd i staden.
Med industrialismen förändrades staden i grunden. Manchester och trakten omkring hade sedan länge haft en lokal ylle- och spinningsindustri i liten skala, men med mekaniseringen av denna och den ökande handeln fick staden en helt ny ekonomisk betydelse. Från början av 1800-talet växte staden och dess befolkning i rasande takt, och Manchester hade vid mitten av seklet blivit världens främsta handelsplats för textilvaror, ibland kallat för "Cottonopolis" (cotton, bomull och "polis", latin för 'stad'). Som en av de största städerna i norra Englands kol- och stålbälte drog den också till sig företag inom dessa industrigrenar, och förblev en av Englands viktigaste industristäder under flera generationer.
Den 16 augusti 1819 inträffade Peterloomassakern, som är den blodigaste politiska sammandrabbningen i Storbritanniens historia.
Under andra världskriget bombades staden julen 1940, då 37 000 bomber släpptes och 376 personer dödades. 
15 juni 1996 detonerade IRA en bomb i centrala Manchester. Betydande materiella skador från detonationen medförde en omfattande återuppbyggnad av centrumområdet under senare år.

## Stad och storstadsområde

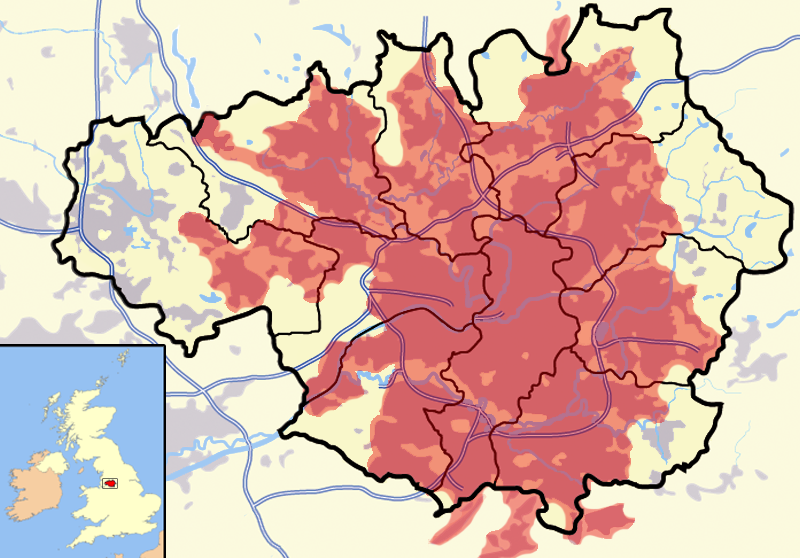
Manchesters urbaniserade område, markerat i förhållande till Greater Manchesters gränser.

Manchester hade 464 200 invånare år 2008, på en yta av 115,65 km². Greater Manchester, vilket är ett storstadslän runt staden, hade vid samma tidpunkt 2 573 500 invånare på en yta av 1 276,03 km², och omfattar Manchester samt nio andra distrikt.
Manchesters sammanhängande bebyggelse (vilket ungefär motsvarar Sveriges tätortsdefinition), som till största delen ligger inom Greater Manchesters gräns (men även omfattar mindre delar i angränsande grevskap), hade 2 244 931 invånare vid folkräkningen 2001. Området täcker en yta av 558,43 km², och inkluderar flera större städer, bland annat Bolton, Oldham, Rochdale och Stockport.
Området runt Wigan är en del av Greater Manchester, men är samtidigt ett eget urbaniserat område eftersom det bebyggelsemässigt inte riktig hänger ihop med Manchesterområdet.

## Stadsdelar
- Ardwick
- Baguley
- Barlow Moor
- Benchill
- Blackley
- Burnage
- Cheetham Hill
- Clayton
- Chorlton-cum-Hardy
- Crumpsall
- Didsbury
- Fallowfield
- Gorton
- Harpurhey
- Hulme
- Levenshulme
- Longsight
- Miles Platting
- Moss Side
- Moston
- Newton Heath
- Northenden
- Rusholme
- Sharston
- Withington
- Whalley Range
- Wythenshawe

## Demografi
Av befolkningen anser sig 81 % vara vita, 3,2 % blandat, 4,5 % svarta, 9,1 % asiater och 2,2 % övrigt.
Personer från Manchester kallas i folkmun för "Manc" eller "Mancunian" från stadens ursprungliga latinska namn "Mancunium".

## Ekonomi

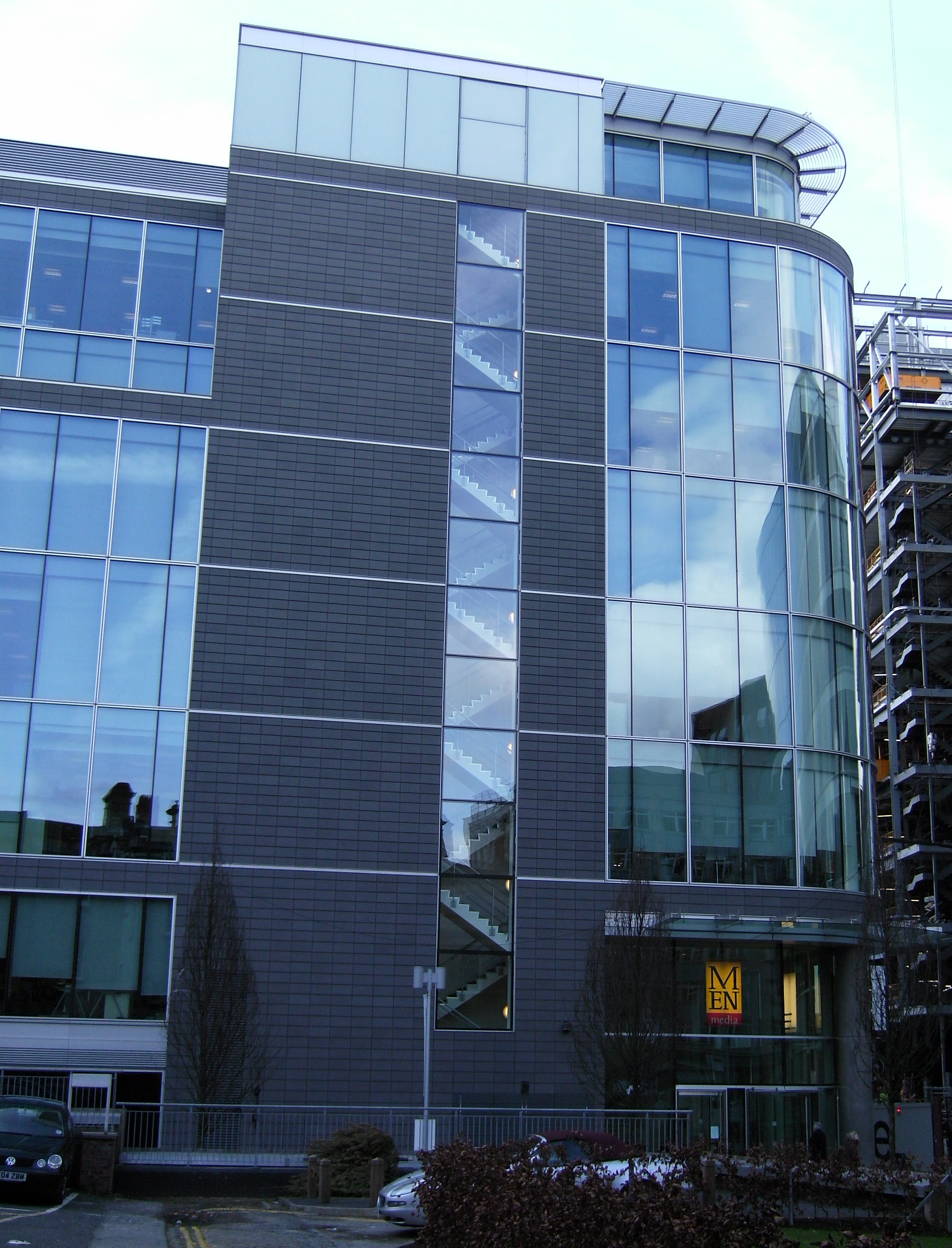
Manchester Evening News har sitt huvudkontor i Manchester

Den offentliga sektorn står för 29 % av sysselsättningen, banker och övrig service 28,4 %, tillverkning och konstruktion 17,9 % samt distribution, transport, kommunikation 23,1 %.
Den genomsnittliga hushållsinkomsten är lägre än snittet för Storbritannien (78 % av genomsnittet, med förorter 91 % av genomsnittet).

### Media
Den första tidningen, The Manchester Weekly Journal, kom ut 1719 med överlevde bara till 1726. Manchester Mercury, som började komma ut 1752, klarade sig bättre och överlevde till 1830. The Manchester Guardian and British Volunteer, senare Manchester Guardian, började komma ut 1821. Den heter numera The Guardian och distribueras från London, men har en stor läsarkrets i Manchester med omnejd, liksom Manchester Evening News (ägd av The Guardian).
Staden har näst efter London Storbritanniens största TV-produktion. Granada Television hade ursprungligen sitt huvudkontor i Manchester, men numera ligger det i London. BBC har sitt nordvästra huvudkontor i staden och planerar att flytta bland annat sportproduktionen dit. 

### Utbildning
Det finns två universitet i Manchester, Manchester Metropolitan University och University of Manchester. Det senare bildades 2004 genom en sammanslagning av Victoria University of Manchester och UMIST.
Manchester Grammar School bildades 1515.

### Transporter
Manchester har en flygplats, Manchester Airport, som årligen används av 20 000 000 passagare, vilket gör den till den tredje största i Storbritannien (efter London-Heathrow och London-Gatwick). Flygplatsen används av över 90 flygbolag som flyger till över 180 destinationer. British Airways använder flygplatsen som en knutpunkt.

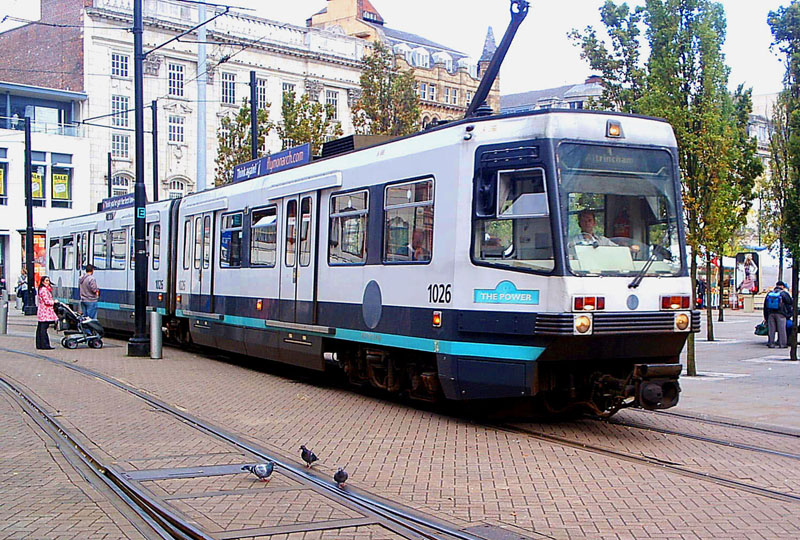
Manchesters spårvägsnät började byggas i slutet av 1980-talet.

Det finns två huvudstationer för järnvägstrafiken, Manchester Piccadilly och Manchester Victoria, liksom ett flertal mindre stationer. Sedan slutet av 1980-talet har staden spårvagnstrafik. Nätet omfattar ungefär 37 kilometer linjer och har 37 hållplatser. Sedan 2000 omsluts staden av ringleden M60, och från denna strålar motorvägarna (medurs från sydost) M67, M56, M602–M62, M61, M66 och M62 ut i olika riktningar. Sedan den industriella revolutionen når ett antal kanaler staden.

## Kultur

### Musik
Manchester har haft betydelse för musikindustrin, med band som The Hollies, The Smiths, Oasis, Stone Roses, Happy Mondays, Joy Division och New Order.

## Idrott
Samväldesspelen 2002 hölls i staden.

### Fotboll
Manchester har två fotbollslag med i Premier League, som är den högsta divisionen i England. Manchester United FC och Manchester City FC.

#### Arenor
- Old Trafford, hemmaarena för Manchester United FC
- Etihad Stadium, hemmaarena för Manchester City FC

## Sevärdheter

### Museum
- Imperial War Museum North
- Manchester Museum
- Manchester Museum of Science and Industry
- People's History Museum
- Football Museum

### Fängelser
I Manchester ligger även fängelset HM Prison Manchester, även kallat Strangeways. Fängelset har ett 71 meter högt ventilationstorn (som ofta misstas för ett vakttorn), som har blivit ett lokalt landmärke.

## Kända personer födda eller boende i Manchester

### Idrottsmän
- David Beckham, fotbollsspelare
- Ryan Giggs, fotbollsspelare
- Bobby Charlton, fotbollsspelare

### Vetenskapsmän
- John Dalton, atomfysiker
- James Joule, fysiker
- Bernard Lovell, astronom
- Ernest Rutherford, upptäckte atomkärnan.
- JJ Thomson, fysiker, upptäckte elektronen
- Alan Turing, en av grundarna av datalogin

### Musiker
- Ian Brown, sångare
- Buzzcocks, band
- Ian Curtis, sångare
- Joy Division band
- Doves, band
- Liam Gallagher, sångare
- Noel Gallagher, sångare och gitarrist
- Happy Mondays band
- Herman's Hermits, popband
- The Hollies, popband
- Hurts, band
- The 1975, band
- Johnny Marr, gitarrist
- Morrissey, sångare
- New Order band
- Simply Red, popband
- Shaun Ryder, sångare
- The Smiths band
- Stone Roses band

### Politiska skribenter
- Friedrich Engels
- Emmeline Pankhurst
- Sylvia Pankhurst

### Författare
- Anthony Burgess, författare till bland annat A Clockwork Orange
- Elizabeth Gaskell
- John Noon
- Karl Pilkington